# Клифтон (Теннесси)
Клифтон (англ. Clifton) — город в округе Уэйн, штат Теннесси, США. Население по оценке 2019 года составляло 2655 человек (144-й по количеству жителей городов штата). В Клифтоне расположено Южное Центральное исправительное учреждение.

## География
По сведениям Бюро переписи населения США город Клифтон занимает территорию 7,0 квадратных мили (18 км²), из которых 6,4 квадратных мили (17 км²) составляет суша и 0,5 квадратных мили (1,3 км²), или 7,75 %, составляет водная поверхность.

## Население
По переписи 2000 г., население города составляло 2,699 человек, 353 домохозяйства и 223 семейства. Плотность населения составляло 162 чел/км².
Расовый состав:
- Белые — 59,69 %;
- Афро-американцы — 39,42 %;
- Коренные американцы — 0,11 %;
- Азиаты — 0,04 %;
- Другие — 0,44 %;
- Испанцы и латиноамериканцы — 0,85 %.

## Образование
- Frank Hughes College (ныне не дейстствует)
- Frank Hughes School
- Columbia State Community College

## Известные люди
- Томас Стриблинг, американский писатель.
- Клод П. Перри-второй (Claude P Perry II), автор книги Surfing Through the Mind: An Anthology,[5] и соавтор книги The Paths of Destiny.[6]

## Банки
- Народный Банк (Peoples Bank)
- Банк округа Уэйн (Wayne County Bank)

## Производство и услуги
- American Whirlpool
- Brown Foreman (A Stave Mill)
- Cross Brand Leather
- Clifton Motel

## Транспорт

### Скоростные автострады
- U.S. Route 641
- State Route 114
- State Route 128
- State Route 228

### Авиация
- Hassell-Carroll Field Airport